# Río Damas (Tinguiririca)
El río Damas o río Las Damas un curso natural de agua de la Región del Libertador General Bernardo O'Higgins que nace en las faldas del volcán Tinguiririca y fluye en dirección general suroeste hasta desembocar en el río Tinguiririca en la cuenca del río Rapel.

## Trayecto
El damas drena la cordillera de los Andes y nace a los pies del volcán Tinguiririca y recibe al río Palacios y fluye en dirección general suroeste hasta hasta juntarse con el río Azufre (Tinguiririca) para dar origen al río Tinguiririca.: 357 

## Historia
Por su lugar de origen y nacimiento debieron pasar los sobrevivientes del vuelo uruguayo que buscó ayuda en 1972 tras el accidente aéreo.
Luis Risopatrón lo describe así en su Diccionario Jeográfico de Chile (1924) sobre el río:: 59 
Damas (Rio de las). Nace de ventisqueros, contiguos al cordón limitáneo con la Arjentina, corre hacia el SW, recibe el rio de Palacios que le viene del N i continúa al SW en un cajón estrecho; tiene 5% de pendiente hasta la desembocadura del cajón de Herrera que le cae del SE, desde donde cambia hacia el W i corre en un valle ensanchado hasta las vegas de El Flaco, de la parte superior del cajón del Tinguiririca. 61, XX, p. 27; 119, p. 74 i 134; 134; i 156.
El mismo autor señala como afluente al:: 619 
Palacios (Rio de) 34° 52' 70° 21'. Es de corto curso, nace de un ventisquero de las faldas S del volcan de Tinguiririca i afluye del N a los oríjenes del rio de Las Damas. 119, p. 74 i 134; i cajón en 134.